# Survivor: Panama
Survivor: Panamá - Ilha do Exílio foi a décima-segunda temporada do reality show americano Survivor, com o primeiro episódio da temporada indo ao ar no dia 2 de fevereiro de 2006 pela rede de televisão americana CBS. A temporada foi gravada nas Ilhas Pérola, um arquipélago panamenho; esta mesma localidade foi utilizada previamente para as gravações de Survivor: Pearl Islands e Survivor: All-Stars. As gravações começaram em 31 de outubro de 2005 e terminaram e 9 de dezembro de 2005.
A temporada trouxe de volta uma mudança na dinâmica do jogo que havia sido utilizada previamente em Survivor: Palau - a Ilha do Exílio. A cada ciclo de eliminação, ao menos um competidor era banido para uma ilha isolada onde deveria permanecer entre o tempo de realização da Prova de Recompensa e da Prova de Imunidade. Uma vez no exílio, era dado ao competidor um facão, uma pederneira, uma panela e uma fonte de água não potável. Nesta ilha o competidor tinha a oportunidade de encontrar um Ídolo de Imunidade escondido que poderia ser usado no Conselho Tribal depois que Jeff anunciasse os votos. Isso dava ao competidor com o Ídolo uma grande vantagem estratégica. A pessoa poderia manter o Ídolo em segredo até que ele ou ela fosse eliminado para, então apresentá-lo. Isso salvaria o competidor que continuaria no jogo e ocasionaria a eliminação do competidor com o segundo maior número de votos. No decorrer do jogo, Terry encontrou o Ídolo de Imunidade, mas nunca precisou utilizá-lo em uma votação, somente a posse deste pareceu influenciar a maneira como muitos dos outros jogadores votaram.
A temporada começou com os dezesseis jogadores selecionados divididos em quatro tribos de acordo com o sexo e a idade, sendo que desde Survivor: Pearl Islands, cinco temporadas antes, o programa não iniciava com um elenco composto por 16 participantes. As tribos iniciais receberam os nomes de quatro ilhas localizadas no arquipélago das Ilhas Pérola: Viveros (bandanas verdes) foi composta pelos homens mais jovens, La Mina (bandanas laranjas) foi composta pelos homens mais velhos, Bayonetta (bandanas azuis) pelas mulheres mais jovens e Casaya (bandanas roxas) pelas mulheres mais velhas. A tribo formada pós-fusão foi representada pela cor preta e chamada de Gitanos, palavra espanhola que significa "ciganos".
O encerramento da temporada aconteceu em 14 de maio de 2006 no Teatro Ed Sullivan em Nova Iorque com a leitura dos votos que revelaram a vitória de Aras Baskauskas sobre Danielle DiLorenzo por 5-2 votos.
A temporada completa, incluindo o episódio de recapitulação e a reunião ao vivo, foi lançada em DVD no dia 22 de maio de 2012.

## Participantes
- Aras Baskauskas - 24 anos - Santa Monica, Califórnia
- Austin Carty - 24 anos - High Point, Carolina do Norte
- Bobby Mason - 32 anos - Los Angeles, Califórnia
- Bruce Kanegai - 57 anos - Simi Valley, Califórnia
- Cirie Fields - 35 anos - Walterboro, Carolina do Sul
- Courtney Marit - 31 anos - Los Angeles, Califórnia
- Dan Barry - 51 anos - South Hadley, Massachusetts
- Danielle DiLorenzo - 24 anos - Pompano Beach, Flórida
- Melinda Hyder – 32 anos - Sevieryille, Tennessee
- Misty Hyder - 24 anos - Dallas, Texas
- Nick Stanbury - 25 anos - Tempe, Arizona
- Ruth-Marie Milliman - 48 anos - Greenville, Carolina do Sul
- Sally Schumann - 27 anos - Chicago, Illinois
- Shane Powers - 35 anos - Los Angeles, Califórnia
- Terry Deitz - 46 anos - Simsbury, Connecticut
- Tina Scheer - 44 anos - Hayward, Wisconsin

### Processo de Seleção
As seleções para o programa começaram em 17 de junho de 2005 e aproximadamente 800 pessoas foram selecionadas, em vários estados americanos, para uma entrevista pela rede de TV CBS. Do total inicial de 800, cerca de 48 semi-finalistas foram selecionados para irem a Los Angeles em setembro de 2005. Destes, 16 finalistas foram selecionados para participarem da temporada no Panamá.

### Aparições futuras
Cirie Fields retornou na décima sexta temporada do programa, apresentada em 2008, integrando a tribo dos Favoritos, formada apenas por retornantes de temporadas passadas. Ela terminou em terceiro lugar, sendo eliminada no Conselho do dia 38 e se tornou o oitavo membro do júri. No Conselho final Cirie votou por Parvati Shallow que ganhou a temporada.
Em 2010, Cirie Fields retornou para sua terceira chance no programa. Pelo estilo de jogo apresentado em suas participações prévias, Cirie integrou a tribo dos Heróis, mas foi eliminada no dia 11, terminando na 17ª colocação. Danielle DiLorenzo também retornou nesta temporada, mas competindo pela tribo dos Vilões. Ela conseguiu avançar para a fase pós-fusão, mas terminou na 7ª colocação, sendo eliminada no Conselho Tribal do dia 33. No Conselho final, Danielle votou por Parvati Shallow, que terminou em 2ª lugar.
Em 2013, Aras Baskauskas retornou na vigésima-sétima temporada do programa onde competiu juntamente com seu irmão Vytas Baskauskas. Aras foi o mais votado no primeiro Conselho Tribal após a fusão e enviado para a Ilha da Redenção, onde foi derrotado no primeiro duelo que competiu sendo eliminado definitivamente do jogo. Aras terminou na 11ª colocação e, no Conselho Tribal Final, votou em Tyson Apostol que ganhou a temporada.
Em 20 de maio de 2015, durante a transmissão ao vivo da final de Worlds Apart, foi revelado que Terry Deitz foi escolhido, por votação do público, para integrar o elenco de Survivor: Cambodia - Second Chance. Shane Powers também participou da votação popular para escolha do elenco, mais não ficou entre os 10 homens mais votados. No dia 14, Terry desistiu da competição após receber a notícia de que seu filho estava hospitalizado e que sua mulher e o médico que acompanhava seu filho achavam melhor que ele retornasse imediatamente.

## Progresso dos Participantes
| Participante        | Tribo Original | Tribo Absorvida | Tribo Pós-Fusão | Colocação Final                                   | Total de Votos |
| ------------------- | -------------- | --------------- | --------------- | ------------------------------------------------- | -------------- |
| Tina Scheer         | Casaya         |                 |                 | 1ª Eliminada Dia 3                                | 3              |
| Melinda Hyder       | Casaya         | Casaya          |                 | 2ª Eliminada Dia 6                                | 5              |
| Misty Giles         | Bayoneta       | La Mina         |                 | 3ª Eliminada Dia 8                                | 5              |
| Ruth-Marie Milliman | Casaya         | La Mina         |                 | 4ª Eliminada Dia 11                               | 6              |
| Bobby Mason         | Viveros        | Casaya          |                 | 5º Eliminado Dia 14                               | 3              |
| Dan Barry           | La Mina        | La Mina         |                 | 6º Eliminado Dia 15                               | 3              |
| Nick Stanbury       | Viveros        | La Mina         | Gitanos         | 7º Eliminado Dia 18                               | 6              |
| Austin Carty        | Viveros        | La Mina         | Gitanos         | 8º Eliminado 1º Membro do Júri Dia 21             | 7              |
| Sally Schumann      | Bayoneta       | La Mina         | Gitanos         | 9ª Eliminada 2º Membro do Júri Dia 24             | 8              |
| Bruce Kanegai       | La Mina        | Casaya          | Gitanos         | Removido Devido à Doença 3º Membro do Júri Dia 25 | 2              |
| Courtney Marit      | Bayoneta       | Casaya          | Gitanos         | 10ª Eliminada 4º Membro do Júri Dia 30            | 4              |
| Shane Powers        | La Mina        | Casaya          | Gitanos         | 11º Eliminado 5º Membro do Júri Dia 33            | 9              |
| Cirie Fields        | Casaya         | Casaya          | Gitanos         | 12ª Eliminada 6º Membro do Júri Dia 36            | 3              |
| Terry Deitz         | La Mina        | La Mina         | Gitanos         | 13º Eliminado 7º Membro do Júri Dia 38            | 1              |
| Danielle DiLorenzo  | Bayoneta       | Casaya          | Gitanos         | 2ª Colocada                                       | 4              |
| Aras Baskauskas     | Viveros        | Casaya          | Gitanos         | Último Sobrevivente                               | 9              |

O Total de Votos é o número de votos que o competidor recebeu durante os Conselhos Tribais onde ele era elegível para ser eliminado do jogo. Não inclui os votos recebidos durante o Conselho Tribal Final

## Episódios
| N° no geral | N° na temporada | Título (em português)                                  | Competidor(es) Eliminado(s)*     | Audiência (em milhões) | Data de transmissão original |  |
| ----------- | --------------- | ------------------------------------------------------ | -------------------------------- | ---------------------- | ---------------------------- |  |
| 166         | 01              | The First Exile (O Primeiro Exílio)                    | Tina                             | 19,20                  | 2 de fevereiro de 2006       |  |
|             |                 |                                                        |                                  |                        |                              |  |
| 167         | 02              | Breakdown (Colapso)                                    | Melinda                          | 18,75                  | 9 de fevereiro de 2006       |  |
|             |                 |                                                        |                                  |                        |                              |  |
| 168         | 03              | Crazy Fights, Snake Dinners                            | Misty                            | 16,98                  | 16 de fevereiro de 2006      |  |
|             |                 |                                                        |                                  |                        |                              |  |
| 169         | 04              | Starvation and Lunacy (Fome e Loucura)                 | Ruth-Marie                       | 14,85                  | 23 de fevereiro de 2006      |  |
|             |                 |                                                        |                                  |                        |                              |  |
| 170         | 05              | For Cod's Sake!!!                                      | Bobby                            | 16,08                  | 2 de março de 2006           |  |
|             |                 |                                                        |                                  |                        |                              |  |
| 171         | 06              | Salvation and Desertion (Salvação e Deserção)          | Dan                              | 15,33                  | 9 de março de 2006           |  |
|             |                 |                                                        |                                  |                        |                              |  |
| 172         | 07              | A Closer Look                                          | Não houve eliminado              |                        | 15 de março de 2006          |  |
|             |                 |                                                        |                                  |                        |                              |  |
| 173         | 08              | An Emerging Plan                                       | Nick                             | 16,25                  | 30 de março de 2006          |  |
|             |                 |                                                        |                                  |                        |                              |  |
| 174         | 09              | The Power of the Idol (O Poder do Ídolo)               | Austin                           | 16,36                  | 6 de abril de 2006           |  |
|             |                 |                                                        |                                  |                        |                              |  |
| 175         | 10              | Fight for Your Life or Eat (Lute Por Sua Vida ou Coma) | Sally                            | 15,07                  | 13 de abril de 2006          |  |
|             |                 |                                                        |                                  |                        |                              |  |
| 176         | 11              | Medical Emergency (Emergência Médica)                  | Bruce                            | 16,26                  | 20 de abril de 2006          |  |
|             |                 |                                                        |                                  |                        |                              |  |
| 177         | 12              | Perilous Scramble                                      | Courtney                         | 17,09                  | 27 de abril de 2006          |  |
|             |                 |                                                        |                                  |                        |                              |  |
| 178         | 13              | Bamboozled                                             | Shane                            | 17,04                  | 4 de maio de 2006            |  |
|             |                 |                                                        |                                  |                        |                              |  |
| 179         | 14              | Call the Whambulence!                                  | Não foi apresentado o eliminado1 | 17,20                  | 11 de maio de 2006           |  |
|             |                 |                                                        |                                  |                        |                              |  |
| 180         | 15              | The Final Showdown                                     | Cirie Terry                      | 17,07                  | 14 de maio de 2006           |  |
|             |                 |                                                        |                                  |                        |                              |  |
| 181         | 16              | The Reunion (A Reunião)                                | Aras2 Danielle2                  |                        | 14 de maio de 2006           |  |
|             |                 |                                                        |                                  |                        |                              |  |

↑1  Após a votação foi apresentado que Cirie e Danielle terminaram empatadas com dois votos cada e deveriam realizar uma prova de desempate para determinar quem seria eliminada. A prova de desempate foi exibida no episódio seguinte, por isso não foi apresentado o participante eliminado neste episódio.
↑2 O nome grafado em vermelho indica que o competidor foi o vencedor da temporada e, portanto, não foi eliminado. O nome grafado em verde  indica que o competidor foi o segundo colocado e, portanto, também não foi eliminado.

## Histórico de Votação
|              |              |              | Tribos Originais | Tribos Absorvidas | Tribos Absorvidas | Tribos Absorvidas | Tribos Absorvidas | Tribos Absorvidas | Tribos Pós-Fusão | Tribos Pós-Fusão | Tribos Pós-Fusão | Tribos Pós-Fusão | Tribos Pós-Fusão | Tribos Pós-Fusão | Tribos Pós-Fusão | Tribos Pós-Fusão | Tribos Pós-Fusão |
| Episódio #   | Episódio #   | Episódio #   | 1                | 2                 | 3                 | 4                 | 5                 | 6                 | 8                | 9                | 10               | 11               | 12               | 13               | 14               | 15               | 15               |
| ------------ | ------------ | ------------ | ---------------- | ----------------- | ----------------- | ----------------- | ----------------- | ----------------- | ---------------- | ---------------- | ---------------- | ---------------- | ---------------- | ---------------- | ---------------- | ---------------- | ---------------- |
| Dia #        | Dia #        | Dia #        | 3                | 6                 | 8                 | 11                | 14                | 15                | 18               | 21               | 24               | 25               | 30               | 33               | 36               | 36               | 38               |
| Eliminado(a) | Eliminado(a) | Eliminado(a) | Tina             | Melinda           | Misty             | Ruth-Marie        | Bobby             | Dan               | Nick             | Austin           | Sally            | Bruce            | Courtney         | Shane            | Empate           | Cirie            | Terry            |
| Votos        | Votos        | Votos        | 3–1              | 5–2               | 5–2               | 4–2               | 3–2–1–1           | 3–1               | 6–4              | 6–3              | 6–2              | Sem votos        | 3–2–1            | 3–1–1            | 2–2              | Sem votos        | 1–0              |
|              |              |              |                  |                   |                   |                   |                   |                   |                  |                  |                  |                  |                  |                  |                  |                  |                  |
| Competidor   | Competidor   | Competidor   | Votos            | Votos             | Votos             | Votos             | Votos             | Votos             | Votos            | Votos            | Votos            | Votos            | Votos            | Votos            | Votos            | Votos            | Votos            |
|              |              | Aras         |                  | Melinda           |                   |                   | Bruce             |                   | Nick             | Austin           | Sally            |                  | Courtney         | Shane            | Danielle         |                  |                  |
|              |              | Danielle     |                  | Melinda           |                   |                   | Bobby             |                   | Nick             | Austin           | Sally            |                  | Courtney         | Shane            | Cirie            | Venceu           | Terry            |
|              |              | Terry        |                  |                   | Misty             | Ruth-Marie        |                   | Dan               | Shane            | Aras             | Aras             |                  | Aras             | Aras             | Cirie            |                  |                  |
|              |              | Cirie        | Tina             | Shane             |                   |                   | Bobby             |                   | Nick             | Austin           | Sally            |                  | Courtney         | Shane            | Danielle         | Perdeu           |                  |
|              |              | Shane        |                  | Melinda           |                   |                   | Aras              |                   | Nick             | Austin           | Sally            |                  | Danielle         | Danielle         |                  |                  |                  |
|              |              | Courtney     |                  | Melinda           |                   |                   | Bobby             |                   | Nick             | Austin           | Sally            |                  | Aras             |                  |                  |                  |                  |
|              |              | Bruce        |                  | Exilado           |                   |                   | Courtney          |                   | Nick             | Austin           | Sally            |                  |                  |                  |                  |                  |                  |
|              |              | Sally        |                  |                   | Ruth-Marie        | Ruth-Marie        |                   | Exilada           | Shane            | Aras             | Aras             |                  |                  |                  |                  |                  |                  |
|              |              | Austin       |                  |                   | Misty             | Ruth-Marie        |                   | Dan               | Shane            | Aras             |                  |                  |                  |                  |                  |                  |                  |
|              |              | Nick         |                  |                   | Misty             | Ruth-Marie        |                   | Dan               | Shane            |                  |                  |                  |                  |                  |                  |                  |                  |
|              | Dan          | Dan          |                  |                   | Misty             | Sally             |                   | Austin            |                  |                  |                  |                  |                  |                  |                  |                  |                  |
|              | Bobby        | Bobby        |                  | Melinda           |                   |                   | Bruce             |                   |                  |                  |                  |                  |                  |                  |                  |                  |                  |
|              | Ruth-Marie   | Ruth-Marie   | Tina             |                   | Misty             | Sally             |                   |                   |                  |                  |                  |                  |                  |                  |                  |                  |                  |
|              | Misty        | Misty        |                  |                   | Ruth-Marie        |                   |                   |                   |                  |                  |                  |                  |                  |                  |                  |                  |                  |
|              | Melinda      | Melinda      | Tina             | Shane             |                   |                   |                   |                   |                  |                  |                  |                  |                  |                  |                  |                  |                  |
| Tina         | Tina         | Tina         | Cirie            |                   |                   |                   |                   |                   |                  |                  |                  |                  |                  |                  |                  |                  |                  |

| Voto do Júri | Voto do Júri | Voto do Júri |
| Episódio #   | 15           | 15           |
| ------------ | ------------ | ------------ |
| Dia #        | 39           | 39           |
| Finalista    | Danielle     | Aras         |
| Vote         | 5-2          | 5-2          |
|              |              |              |
| Júri         | Voto         | Voto         |
| Terry        |              | Aras         |
| Cirie        |              | Aras         |
| Shane        | Danielle     |              |
| Courtney     |              | Aras         |
| Bruce        | Danielle     |              |
| Sally        |              | Aras         |
| Austin       |              | Aras         |

1. ↑  A primeira votação terminou empatada. Como restavam apenas quatro competidores, os dois empatados realizaram um desafio de fazer fogo para determinar quem seria eliminado.
2. ↑  Bruce foi removido devido uma emergência médica, nenhum Conselho Tribal foi realizado.
3. 1 2 3  Cirie perdeu para Danielle no desafio de fazer fogo.
4. ↑  Bruce foi enviado para a Ilha do Exílio depois de não ter sido escolhido na mistura das tribos. Ele se juntou à tribo Casaya que perdeu o desadio de imunidade subsequente.
5. ↑  Sally foi exilada antes do próximo Conselho Tribal, o que significou que ela não poderia votar, nem ser votada no Conselho.